# Hopea wyatt-smithii
Hopea wyatt-smithii är en tvåhjärtbladig växtart som beskrevs av G. H. S. Wood och Peter Shaw Ashton. Hopea wyatt-smithii ingår i släktet Hopea och familjen Dipterocarpaceae. Inga underarter finns listade i Catalogue of Life.